# Bloody River (Großer Bärensee)
Der Bloody River (englisch für „blutiger Fluss“) ist ein etwa 165 km langer Zufluss des Großen Bärensees in den Nordwest-Territorien in Kanada.

## Verlauf
Der Bloody River verläuft durch eine Tundralandschaft 200 km südlich der kanadischen Polarküste. Der Fluss hat seinen Ursprung in einem 34 ha großen 3 km langen namenlosen 540 m hoch gelegenen See 95 km nördlich des Großen Bärensees. Er fließt 4 km als kleiner Bach nach Süden und trifft auf einen 40 km langen linken Nebenfluss, der den hydrologischen Hauptstrang des Flusssystems bildet. Der Bloody River fließt in überwiegend südlicher Richtung zum Nordufer des Großen Bärensees. Er nimmt bei Flusskilometer 46 einen etwa gleich großen 140 km langen namenlosen linken Nebenfluss auf.

## Einzugsgebiet
Der Bloody River entwässert ein etwa 3000 km² großes Gebiet. Das Einzugsgebiet grenzt im Westen an das des Haldane River, im Norden an das des Hornaday River, im Nordosten und im Osten an das des Rae River, im Südosten an das des Greenhorn River sowie im Süden an die Einzugsgebiete zweier kleinerer namenloser Zuflüsse des Großen Bärensees.